# Euralille (centre commercial)
Cet article concerne le centre commercial Westfield Euralille. Pour le quartier, voir Euralille.
Westfield Euralille est un centre commercial français, implanté au centre de la ville de Lille entre les deux gares de Lille-Europe et Lille-Flandres. Le centre commercial est composé d'un hypermarché Carrefour ainsi que de 120 boutiques et restaurants. Il est géré par la société Espace Expansion, filiale du groupe Unibail-Rodamco-Westfield. Le bâtiment est réalisé par l'architecte Jean Nouvel dans le cadre d'Euralille, 3e quartier d'affaires de France après Paris et Lyon. Il s'agit du deuxième centre commercial de la région (derrière la Cité Europe près de Calais) et l'un des plus importants centres commerciaux de France.

## Caractéristiques physiques

### Localisation et accès
Le centre commercial Westfield Euralille dessert le quartier d'affaires Euralille entre les deux principales gares lilloises : Lille-Flandres et Lille-Europe.
Il est desservi par plusieurs modes de transport en commun. Grâce à la proximité des deux gares lilloises, Euralille est desservi par la ligne 1, la ligne 2 du métro de Lille, la ligne R, la ligne T du tramway de Lille, les lignes du TER Hauts-de-France, ainsi que les TGV, Thalys et Eurostar. Le centre commercial est également accessible en voiture avec son parking souterrain de 3 000 places.

### Architecture et aménagement extérieur

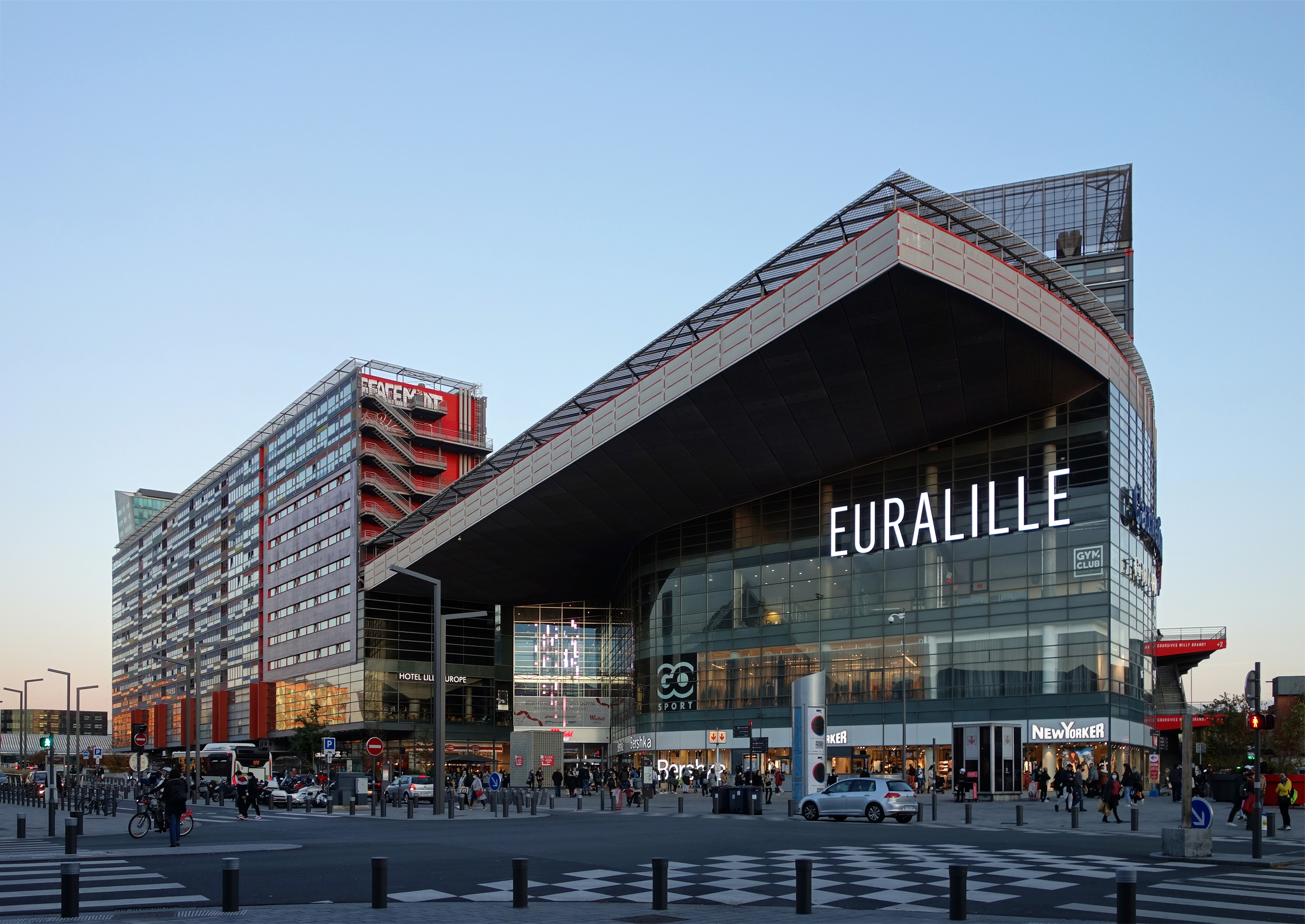
Le parvis d'Euralille.

Doté d'une surface commerciale de 66 500 m2, le centre commercial est dans le centre-ville de Lille. Il est composé d'un sous-sol, d'un rez-de-chaussée et de deux étages. Le centre commercial est accessible via la passerelle au-dessus de la gare de Lille-Flandres, au premier étage à partir de l'an 2000, date de construction de la passerelle. Il est en forme de bateau.

### Aménagement intérieur

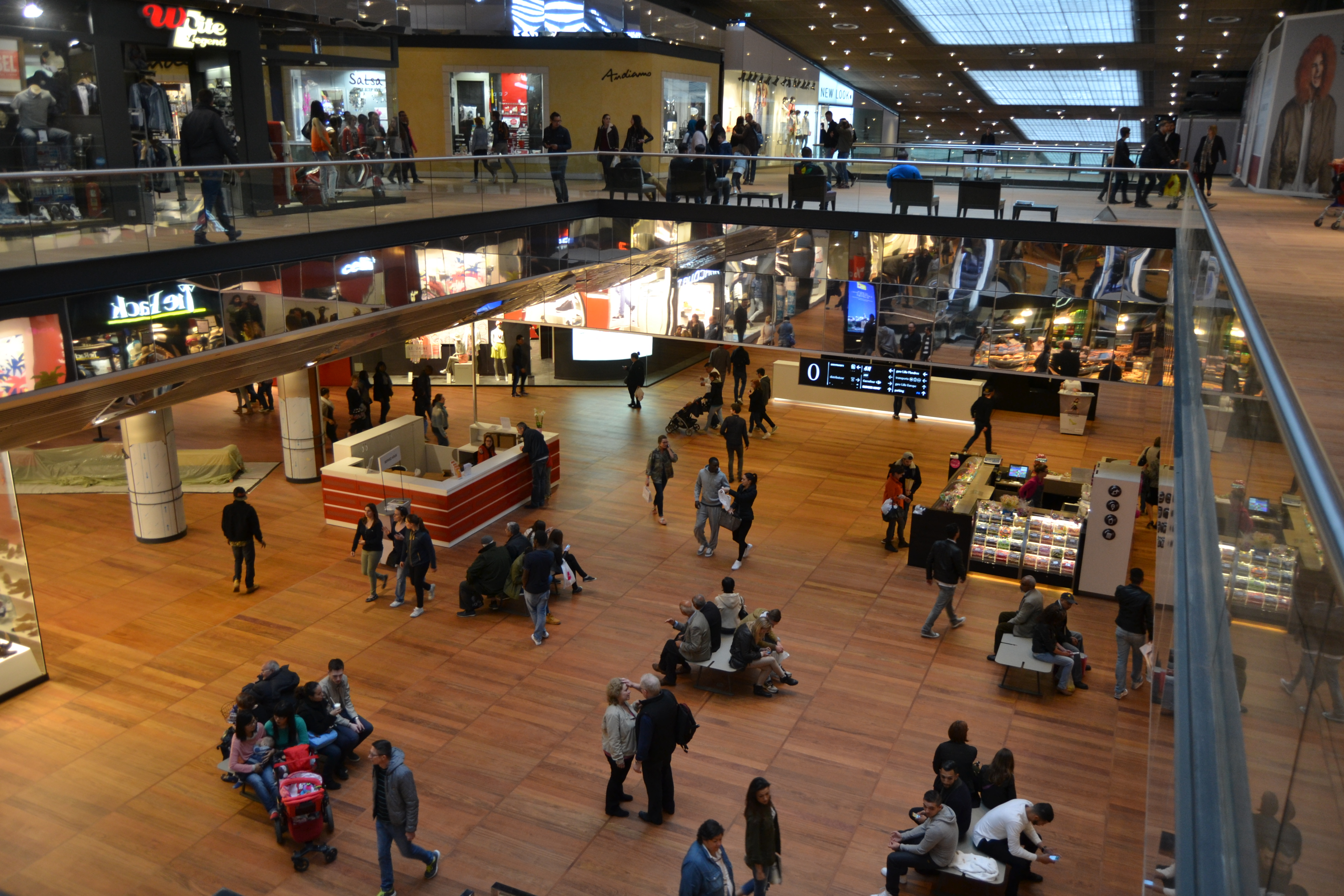
L'intérieur du centre commercial en 2015, après les travaux de réaménagement.

L'intérieur du centre est rénové en 2015 avec la pose de parquet et l'installation de points de rencontre et de zones de détente avec sièges, prises de courant et bornes de chargement pour téléphones mobiles et ordinateurs portables.

## Emploi
Lorsque Carrefour s'installe à Euralille, il prévoyait le recrutement d'environ trois cents personnes, principalement des personnes en difficulté et des jeunes des quartiers défavorisés, en fait il en a recruté 410. En tout le centre commercial a créé 1 546 emplois : 1 200 pour le centre commercial et 350 pour les travaux publics[réf. nécessaire].

## Enseignes
En mai 2025, le centre accueille Victoria's Secret, première boutique de l'enseigne dans la région.

## Fréquentation
Il a reçu 11,5 millions clients en 2010, 12,5 millions clients en 2014 et 16 millions de clients en 2018.

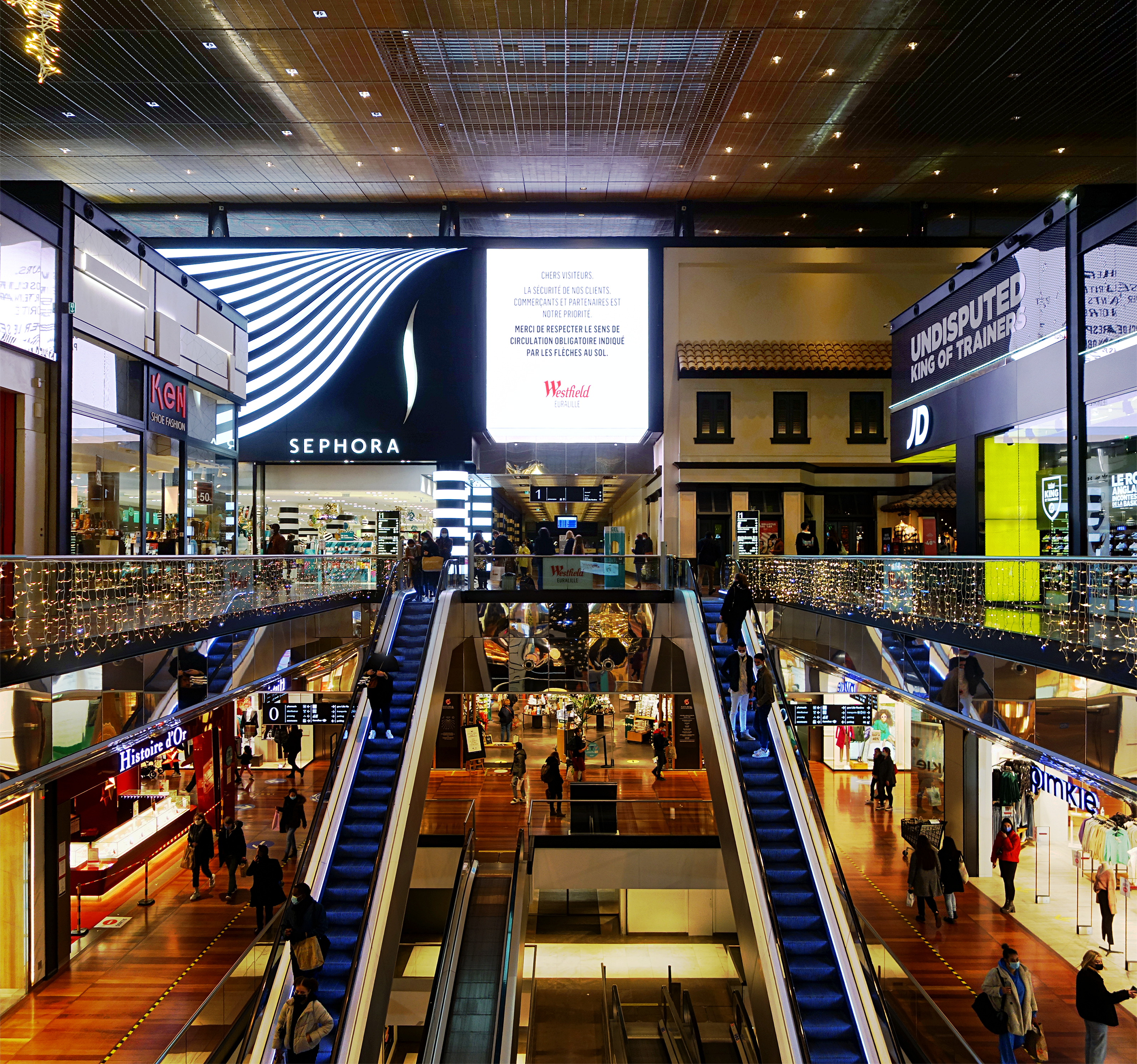
L'intérieur du centre durant la période de Noël 2020, lors de la crise sanitaire.

Le centre fait plusieurs fois l’objet d'articles dans la presse nationale et sur les réseaux sociaux lors de la pandémie de Covid-19, au sujet de la foule compacte observée dans certains de ses magasins (Carrefour, Primark), et alors que plusieurs mesures de distanciation sociale s'appliquent sur le territoire français,.
En 2024, le centre a été fréquenté par 15,8 millions de personnes dont 20 % de clients internationaux.